# Mach-O
Mach-O (сокращение от Mach object) — формат исполнимых и объектных файлов, динамических библиотек и дампов памяти, использующийся в операционных системах Apple Inc. и некоторых других. Был введён вместо формата a.out и предоставляет большие возможности для расширяемости и более быстрый доступ к информации в таблице символов.
Mach-O используется в большинстве систем, основанных на ядре Mach, например NeXTSTEP, iOS и Mac OS X. В GNU Hurd, основанном на микроядре GNU Mach, в качестве стандартного формата двоичных файлов используется ELF, а не Mach-O.